# Madison Lintz

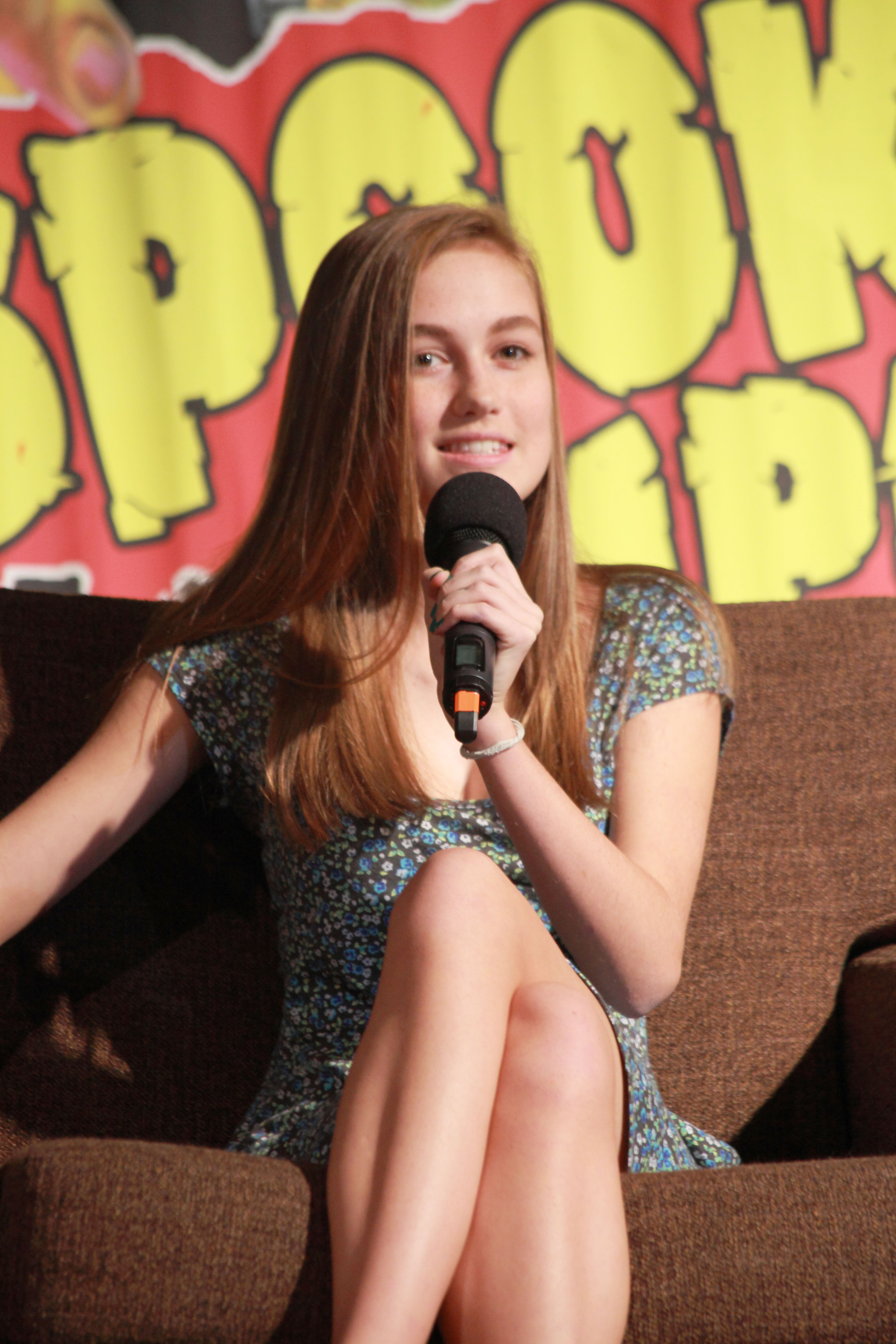
Lintz beim Spooky Empire’s Ultimate Horror Weekend im Oktober 2014 in Orlando, Florida

Madison Lintz (* 11. Mai  1999 in Atlanta, Georgia) ist eine US-amerikanische Schauspielerin. International bekannt wurde sie vor allem durch ihre Mitwirkung in den Fernsehserien The Walking Dead und Bosch.

## Leben
Madison Lintz ist die jüngere Schwester der Schauspielerin Mackenzie Lintz. Ihre zwei jüngeren Brüder Matthew Lintz und Macsen Lintz sind ebenfalls Schauspieler. Sie begann ihre Karriere im Alter von sechs Jahren mit Werbespots. Ihr Spielfilmdebüt gab sie im Jahr 2012 an der Seite von Judy Greer in dem US-amerikanischen Fernsehfilm American Judy. Im Jahr 2010 übernahm sie für acht Episoden die Rolle der Sophia Peletier in der erfolgreichen Fernsehserie The Walking Dead, wo auch ihre beiden Brüder Macsen und Matt Lintz jeweils die Rolle des kleinen sowie des Teenagers Henry spielten. Des Weiteren wurde sie für eine kleine Rolle in einer Episode der Fernsehserie Nashville engagiert. Ebenfalls im Jahr 2012 übernahm sie eine Rolle im Mystery-Thriller After. In der Filmkomödie Die Bestimmer – Kinder haften für ihre Eltern ist sie neben Billy Crystal und Bette Midler zu sehen. 
Von 2014 bis 2021 spielte sie in der US-amerikanischen Amazon-Studios-Produktion Bosch die Rolle von Boschs Tochter Maddie. 2021 entstand die erste Staffel eines Spin-Off von Bosch mit Lintz an der Seite von Titus Welliver. 2018 war sie im Horror-Thriller Tell Me Your Name zu sehen, der am 21. April 2018 auf dem Atlanta Film Festival gezeigt worden ist.

## Filmografie
- 2010–2012: The Walking Dead (Fernsehserie, 8 Episoden)
- 2011: It’s Supernatural (Fernsehserie, Episode 7x08)
- 2012: American Judy (Fernsehfilm)
- 2012: After
- 2012: Nashville (Fernsehserie, Episode 1x08)
- 2012: Die Bestimmer – Kinder haften für ihre Eltern (Parental Guidance)
- 2015–2021: Bosch (Fernsehserie)
- 2018: Tell Me Your Name
- 2022–2025: Bosch: Legacy (Fernsehserie, 30 Folgen)